# كريستين دافيس
كريستين ديفيس اندين (بالإنجليزية: Kristin Davis) (من مواليد 24 فبراير 1965) هي ممثلة أمريكية. حققت شهرة عالمية للعبها دور ارمسترونغ بروك في مكان ميلروز وحققت أيضا نجاح بعد لعبها دور مهمة في فيلم Sex and the City

## اعمالها

### افلام
| عام  | فيلم                              | دور                        | ملاحظة |
| ---- | --------------------------------- | -------------------------- | --- |
| 1987 | Doom Asylum                       | Jane                       | |
| 1991 | N.Y.P.D. Mounted                  | Young Lady                 | TV movie |
| 1995 | Nine Months                       | Tennis Attendant           | |
| 1995 | Alien Nation: Body and Soul       | Karina Tivoli              | |
| 1996 | The Ultimate Lie                  | Claire McGrath             | TV movie |
| 1997 | A Deadly Vision                   | Babette Watson             | TV movie |
| 1998 | Traveling Companion               | Annie                      | |
| 1998 | Sour Grapes ‏                      | Riggs                      | |
| 1999 | Atomic Train                      | Megan Seger                | |
| 2000 | Take Me Home ‏: The جون دنفر Story | Annie Denver               | TV movie |
| 2000 | Blacktop                          | Sylvia                     | TV movie |
| 2001 | Someone to Love                   | Lorraine                   | TV movie |
| 2001 | Three Days                        | Beth Farmer                | TV movie |
| 2004 | The Winning Season                | Mandy                      | TV movie |
| 2005 | Soccer Moms                       | Brooke                     | TV pilot |
| 2005 | مغامرات الولد القرش وفتاة الحمم   | Max's Mom                  | Minor |
| 2006 | The Shaggy Dog ‏                   | Rebecca Douglas            | |
| 2006 | Deck the Halls ‏                   | Kelly Finch                | Main Role |
| 2008 | الجنس والمدينة                    | Charlotte York Goldenblatt | |
| 2009 | خلوة أزواج                        | Lucy                       | |
| 2010 | الجنس والمدينة 2                  | Charlotte York Goldenblatt | ShoWest Ensemble Award Nominated - جوائز بيبول تشويس For Favorite Cast Won- جائزة التوتة الذهبية لأسوأ ممثلة ‏ |
| 2012 | الرحلة 2: الجزيرة الغامضة         | Liz Anderson               | Minor Role |
| 2012 | Of Two Minds                      | Billie Clark               | TV Movie |

2019
Holiday in the Wild
Kate

### التلفاز
| عام       | عنوان                             | دور                                                                                 | ملاحظة |
| --------- | --------------------------------- | ----------------------------------------------------------------------------------- | --- |
| 1991      | المستشفى العام (مسلسل)            | Betsy Chilson, R.N.                                                                 | |
| 1992      | Mann & Machine                    | Cathy                                                                               | "Billion Dollar Baby" |
| 1993      | لاري ساندريس شو                   | Bri                                                                                 | "The Breakdown: Part 2" |
| 1994      | Dr. Quinn, Medicine Woman         | Carey McGee                                                                         | "Thanksgiving" |
| 1995      | ER                                | Leslie                                                                              | "Luck of the Draw" |
| 1995      | ملروس بليس                        | Brooke Armstrong                                                                    | 1995–1996 |
| 1997      | The Single Guy                    | Leslie                                                                              | "Johnny Hollywood" |
| 1997      | ساينفيلد                          | Jenna                                                                               | "The Pothole"; "The Butter Shave" |
| 1998-2004 | الجنس والمدينة                    | Charlotte York (also named Charlotte York MacDougal and Charlotte York Goldenblatt) | 1998-2004 Women in Film lucy Award (shared with cast) Screen Actors Guild Award for Outstanding Performance by an Ensemble in a Comedy Series (2001) Screen Actors Guild Award for Outstanding Performance by an Ensemble in a Comedy Series (2003) Nominated - Screen Actors Guild Award for Outstanding Performance by an Ensemble in a Comedy Series (2004) Nominated - جائزة غولدن غلوب لأفضل ممثلة مساعدة - مسلسل، أو مسلسل قصير أو فيلم تلفزيوني (2003) Nominated -جائزة إيمي برايم تايم لأفضل ممثلة مساعدة في مسلسل كوميدي ‏ (2004) |
| 2000      | فريندز                            | Erin                                                                                | "The One with Ross' Library Book" |
| 2000      | جوائز إم تي في للافلام 2000 ‏      | Charlotte York MacDougal                                                            | short parody |
| 2004      | ويل وغريس                         | Nadine                                                                              | "Will & Grace & Vince & Nadine" |
| 2004      | Miss Spider's Sunny Patch Friends | Miss Spider (voice) Main Role                                                       | 2004–2008 |

## وصلات خارجية
- كريستين دافيس على موقع IMDb (الإنجليزية)
- كريستين دافيس على موقع ميتاكريتيك (الإنجليزية)
- كريستين دافيس على موقع الموسوعة البريطانية (الإنجليزية)
- كريستين دافيس على موقع روتن توميتوز (الإنجليزية)
- كريستين دافيس على موقع قاعدة بيانات الأفلام العربية
- كريستين دافيس على موقع ألو سيني (الفرنسية)
- كريستين دافيس على موقع ميوزك برينز (الإنجليزية)
- كريستين دافيس على موقع أول موفي (الإنجليزية)
- كريستين دافيس على موقع قاعدة بيانات برودواي على الإنترنت (الإنجليزية)
- كريستين دافيس على موقع قاعدة بيانات الأفلام السويدية (السويدية)
- Barnes and Noble biography نسخة محفوظة 4 فبراير 2012 على موقع واي باك مشين.